# Tartu universitetssjukhus
Tartu universitetssjukhus (estniska: Tartu Ülikooli Kliinikum) är Estlands största sjukhus och har omkring 3 400 anställda, varav 564 läkare och knappt 1 400 sjuksköterskor.
Sjukhuset grundades i maj 1804 av professorn i patologi Daniel Georg Balk (1764–1826) som Clinicum Universitatis Dorpatinensis.
Sjukhuset organisedes i sin nuvarande form 1998 efter ett avtal mellan estniska staten, Tartu universitet och Tartu stad.

## Bildgalleri

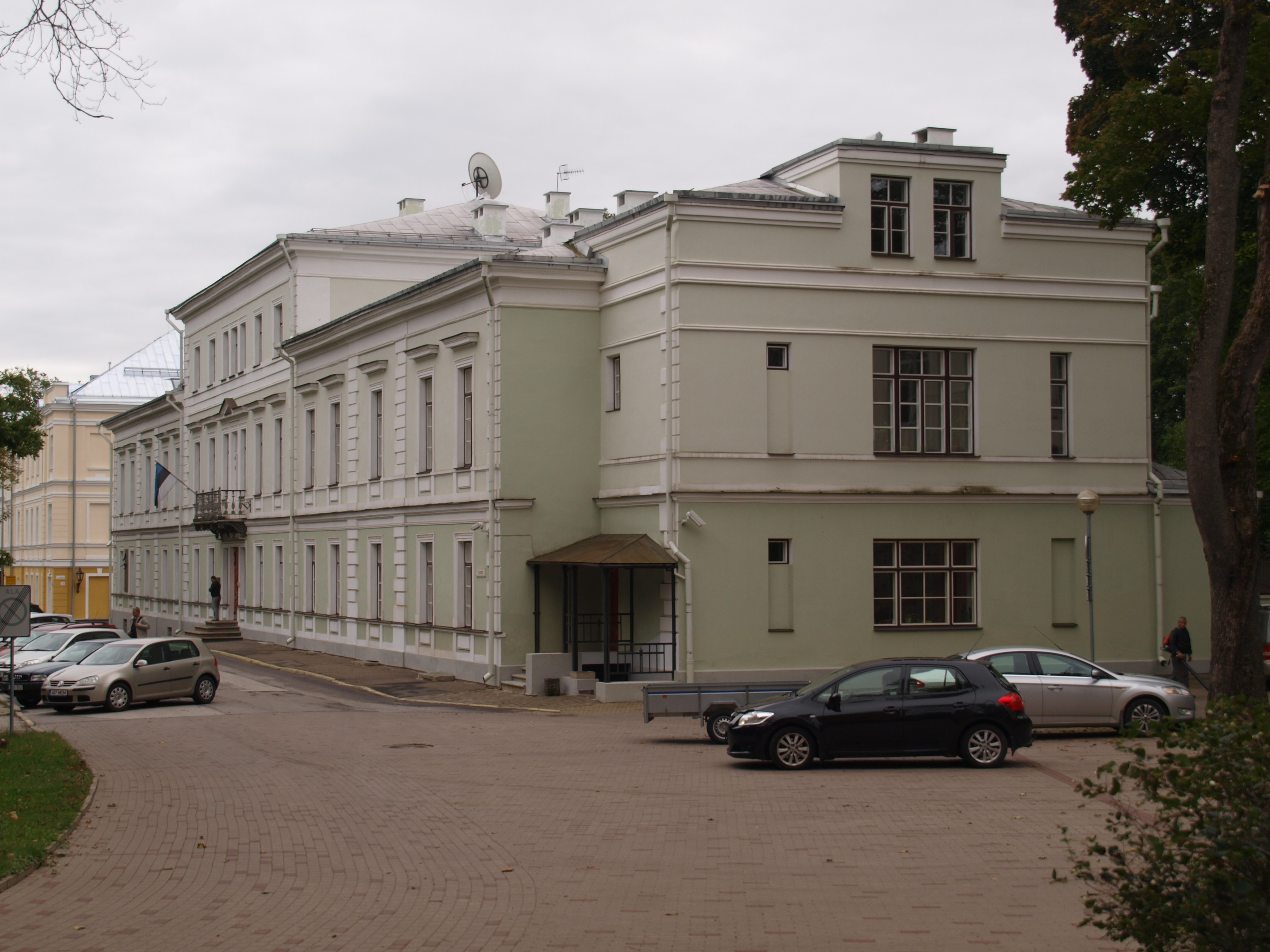
Klinikhus från 1806-1841, Lossi 17.
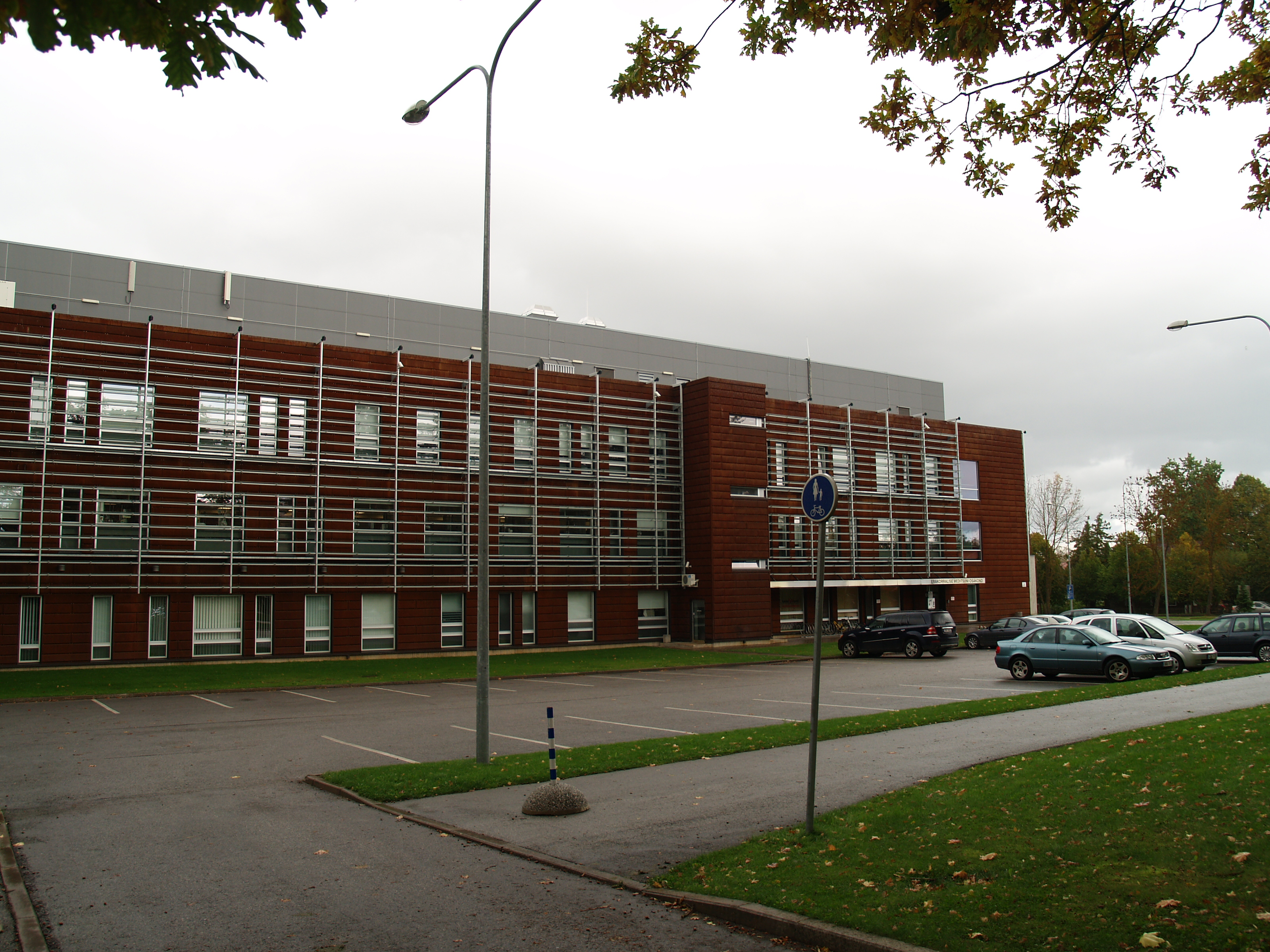
Akutmedicinsk mottagning, Maarjamõisa.
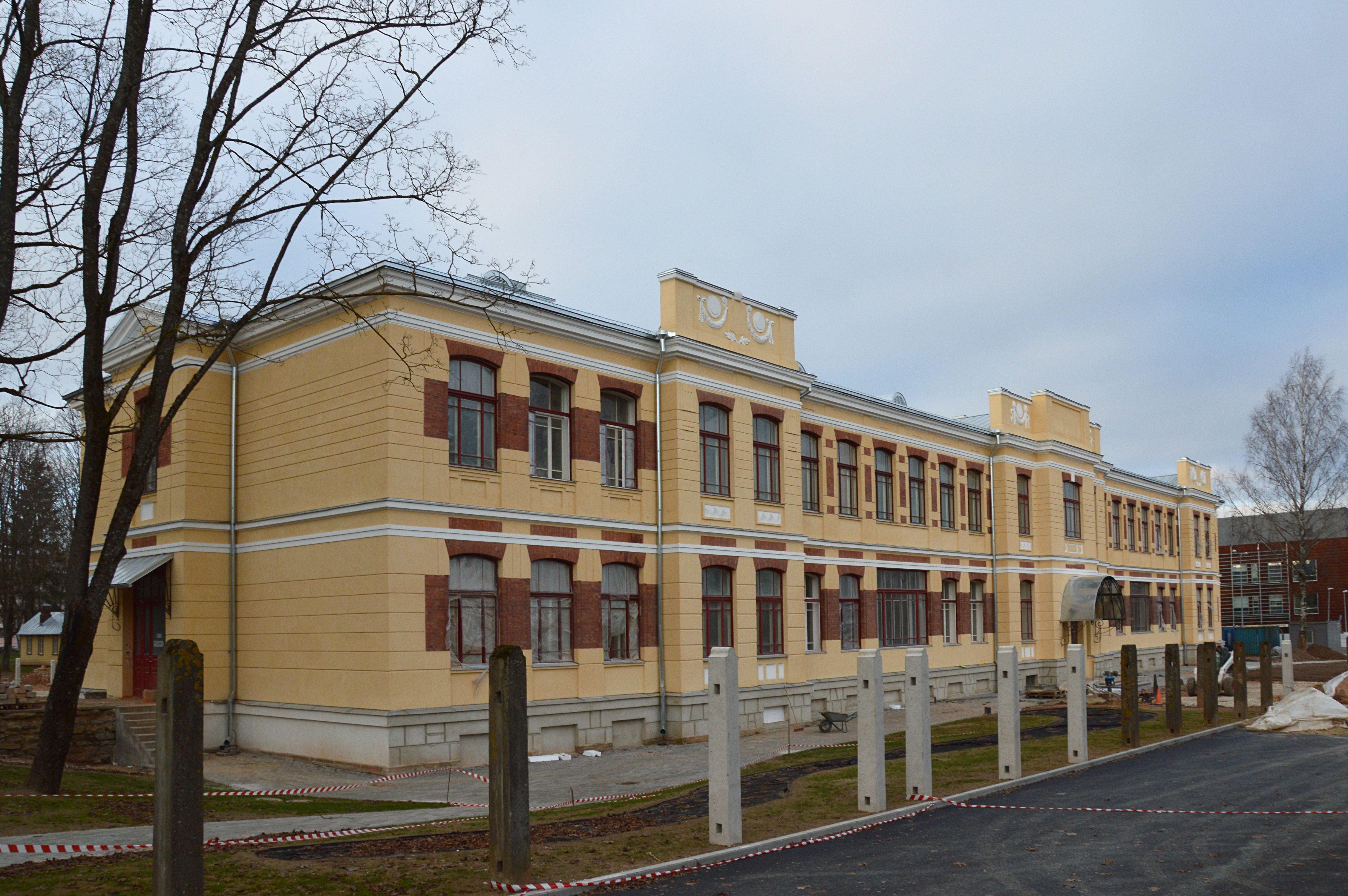
Poliklinik, Ludvig Puusepagatan 6.
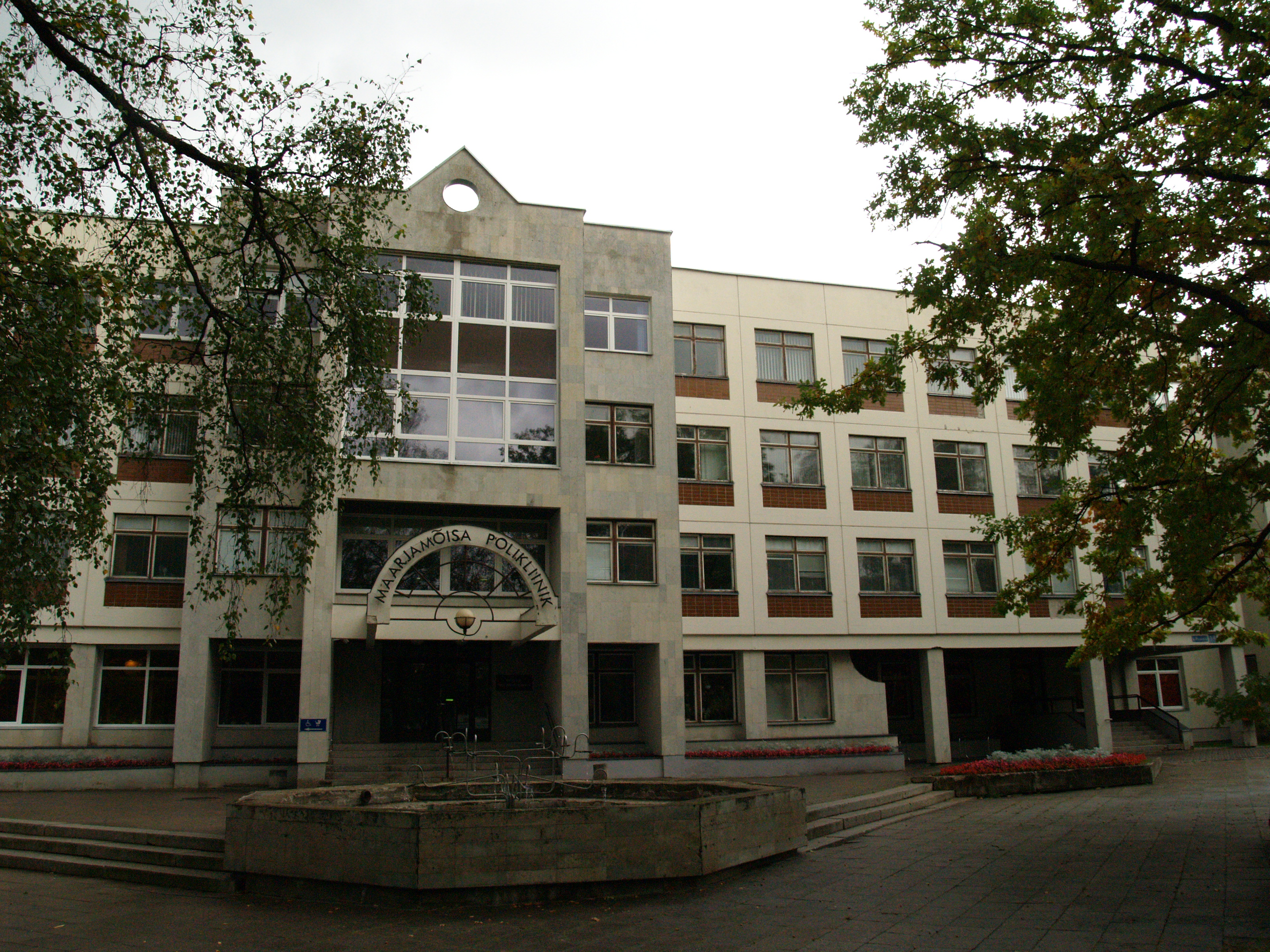
Idrottsmedicin och rehabilitering, Maarjamõisa.
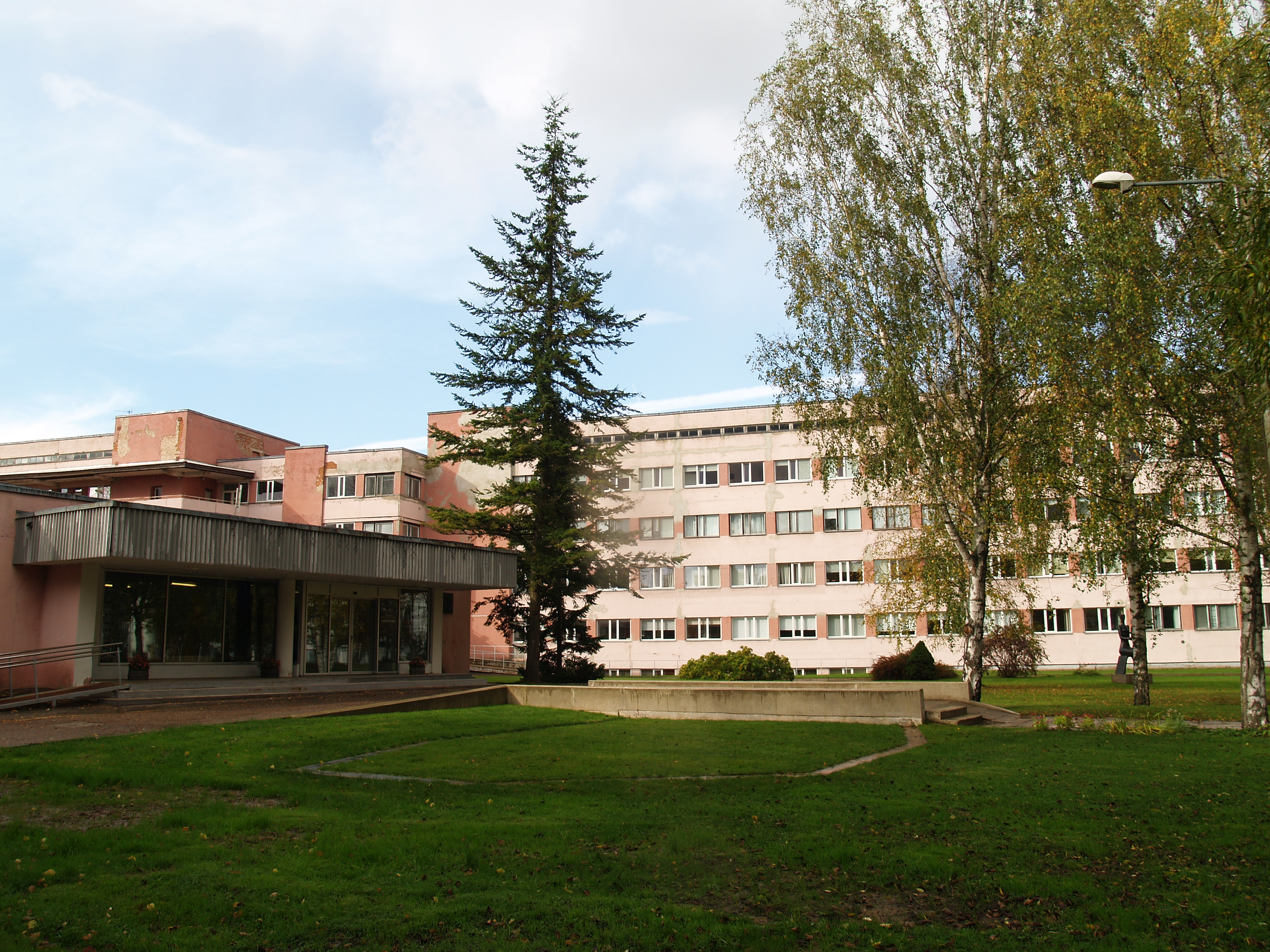
Barnklinik.
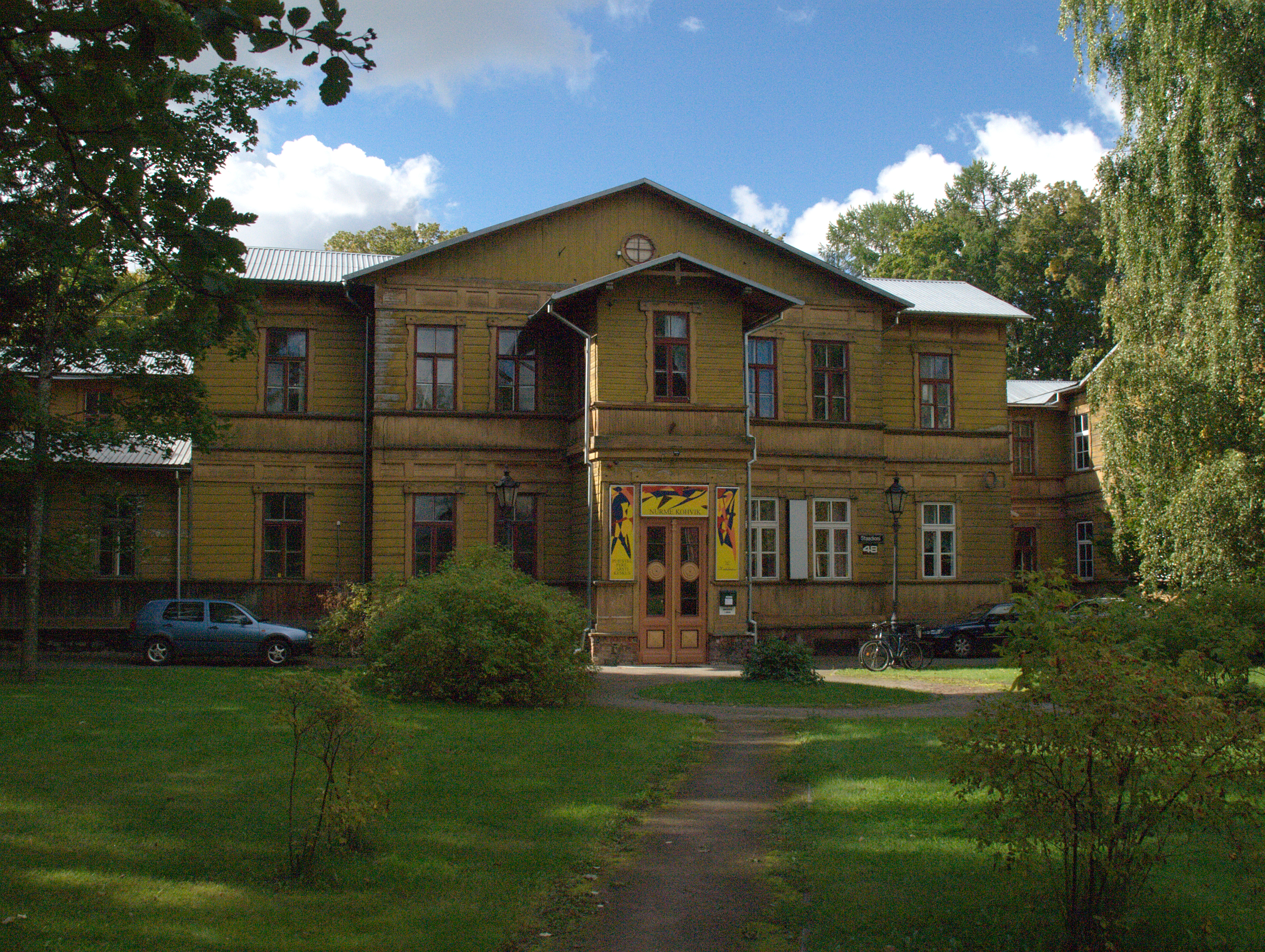
Staadioni 48.
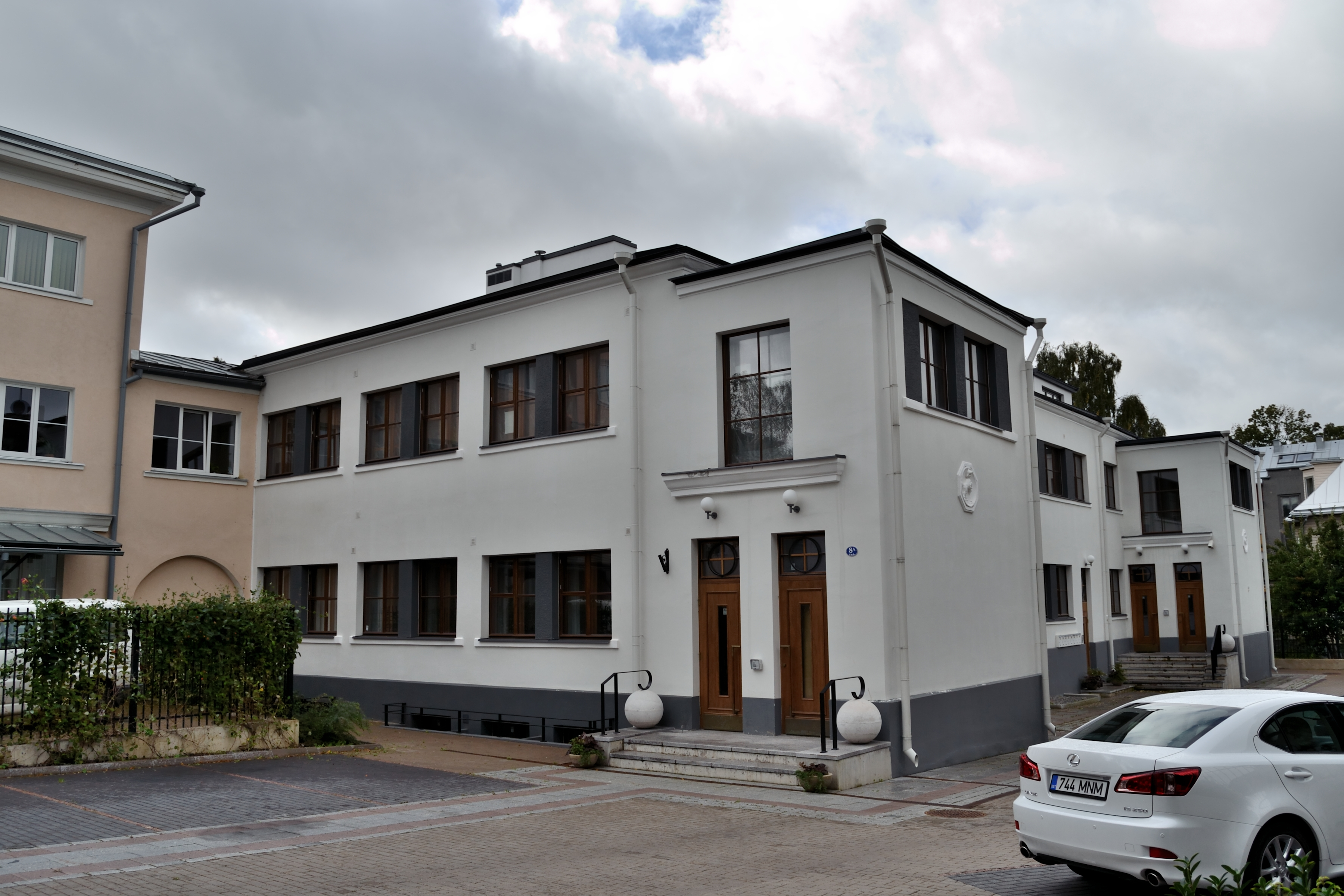
Haiglahoone 8, Tallinn, från 1945–1946.